# رئيس وزراء طاجيكستان
رئيس وزراء طاجيكستان هو اللقب الذي يحمله رئيس حكومة طاجيكستان. رئيس الوزراء هو ثاني أقوى شخص في البلاد بعد الرئيس. ينسق رئيس الوزراء عمل مجلس الوزراء ويقدم المشورة ويساعد الرئيس في تنفيذ مهام الحكومة.

## قائمة رؤساء حكومة طاجيكستان (1925 - حتى الآن)

### الطاجيكية ذاتية الحكم الجمهورية الاشتراكية السوفياتية (1925-1929)
|              | الصورة | الاسم (الميلاد-الوفاة)                                                               | الفترة         | الفترة         | الحزب                             | المنصب                                                                                 | مراجع |
| استلم المنصب | الصورة | الاسم (الميلاد-الوفاة)                                                               | ترك المنصب     |                | الحزب                             | المنصب                                                                                 | مراجع |
| ------------ | ------ | ------------------------------------------------------------------------------------ | -------------- | -------------- | --------------------------------- | -------------------------------------------------------------------------------------- | ----- |
| 1            |        | عبد القادر مخيتدينوف (1892—1934) (بالطاجيكية: عبد القادر محي الدينوفيتش محي الدينوف) | 16 ديسمبر 1926 | 15 يناير 1929  | الحزب الشيوعي البلشفي الطاجكستاني | رئيس مجلس مفوضي الشعب في جمهورية طاجيكستان السوفيتية الاشتراكية المتمتعة بالحكم الذاتي | [ 1 ] |
| 2            |        | عبد الرحيم هوجيباييف (1904—1938) (بالطاجيكية: عبد الرحيم حجيبوييفيتش هوجيبويف)       | 15 يناير 1929  | 16 أكتوبر 1929 | الحزب الشيوعي البلشفي الطاجكستاني | رئيس مجلس مفوضي الشعب في جمهورية طاجيكستان السوفيتية الاشتراكية المتمتعة بالحكم الذاتي | [ 2 ] |

### الطاجيكية الجمهورية الاشتراكية السوفياتية (1929-1991)
|              | الصورة        | الاسم (الميلاد-الوفاة)                                                         | الفترة         | الفترة                                                                   | الحزب                             | المنصب | مرجع        |
| استلم المنصب | الصورة        | الاسم (الميلاد-الوفاة)                                                         | ترك المنصب     |                                                                          | الحزب                             | المنصب | مرجع        |
| ------------ | ------------- | ------------------------------------------------------------------------------ | -------------- | ------------------------------------------------------------------------ | --------------------------------- | --- | ----------- |
| (2)          |               | عبد الرحيم هوجيباييف (1904—1938) (بالطاجيكية: Abdurahim Hojiboyevich Hojiboev) | 16 أكتوبر 1929 | 28 ديسمبر 1933                                                           | الحزب الشيوعي البلشفي الطاجكستاني | رئيس مجلس مفوضي الشعب لجمهورية طاجيكستان الاشتراكية (بالطاجيكية: Raisi Respuʙlikaji Sotsialistiji Sovetiji Toçikiston Xalq Komissarlari Soveti) | [ 2 ]       |
| 3            |               | Abdullo Rakhimbayev (1896—1938) (بالطاجيكية: Abdullo Raximboyevich Raximboyev) | 28 ديسمبر 1933 | فبراير 1937                                                              | الحزب الشيوعي البلشفي الطاجكستاني | رئيس مجلس مفوضي الشعب لجمهورية طاجيكستان الاشتراكية (بالطاجيكية: Raisi Respuʙlikaji Sotsialistiji Sovetiji Toçikiston Xalq Komissarlari Soveti) | [ 3 ]       |
| 4            |               | Urunboi Ashurov (1903—1938) (بالطاجيكية: Oʻrinboy Ashurovich Ashurov)          | فبراير 1937    | سبتمبر 1937                                                              | الحزب الشيوعي البلشفي الطاجكستاني | رئيس مجلس مفوضي الشعب لجمهورية طاجيكستان الاشتراكية السوفيتية (بالطاجيكية: Raisi Respuʙlikaji Sovetiji Sotsialistiji Toçikiston Xalq Komissarlari Soveti) / (بالطاجيكية: Раиси Шӯрои Комиссарони Халқии Республикаи Советии Социалистии Тоҷикистон) | [ 4 ]       |
| 5            |               | Mamdali Kurbanov (1905—1976) (بالطاجيكية: Маҳмадалӣ Қурбонович Қурбонов)       | سبتمبر 1937    | أبريل 1946                                                               | الحزب الشيوعي البلشفي الطاجكستاني | رئيس مجلس مفوضي الشعب لجمهورية طاجيكستان الاشتراكية السوفيتية (بالطاجيكية: Raisi Respuʙlikaji Sovetiji Sotsialistiji Toçikiston Xalq Komissarlari Soveti) / (بالطاجيكية: Раиси Шӯрои Комиссарони Халқии Республикаи Советии Социалистии Тоҷикистон) | [ 5 ]       |
| 6            |               | Jabbor Rasulov (1913—1982) (بالطاجيكية: Ҷаббор Расулович Расулов)              | أبريل 1946     | 29 مارس 1955                                                             | الحزب الشيوعي البلشفي الطاجكستاني | رئيس مجلس وزراء جمهورية طاجيكستان الاشتراكية السوفيتية (بالطاجيكية: Раиси Шӯрои Вазирони Республикаи Советии Социалистии Тоҷикистон) | [ 6 ] [ 7 ] |
| 7            |               | Tursun Uljabayev (1916—1988) (بالطاجيكية: Турсунбой Ӯлҷабоевич Ӯлҷабоев)       | 29 مارس 1955   | 25 مايو 1956                                                             | الحزب الشيوعي الطاجيكي            | رئيس مجلس وزراء جمهورية طاجيكستان الاشتراكية السوفيتية (بالطاجيكية: Раиси Шӯрои Вазирони Республикаи Советии Социалистии Тоҷикистон) | [ 8 ] [ 9 ] |
| 8            |               | Nazarsho Dodkhudoyev (1915—2000) (بالطاجيكية: Назаршо Додхудоевич Додхудоев)   | 25 مايو 1956   | 12 أبريل 1961                                                            | الحزب الشيوعي الطاجيكي            | رئيس مجلس وزراء جمهورية طاجيكستان الاشتراكية السوفيتية (بالطاجيكية: Раиси Шӯрои Вазирони Республикаи Советии Социалистии Тоҷикистон) | [ 10 ]      |
| 9            |               | Abdulakhad Kakharov (1913—1984) (بالطاجيكية: Абдулаҳад Қаҳҳорович Қаҳҳоров)    | 12 أبريل 1961  | 24 يوليو 1973                                                            | الحزب الشيوعي الطاجيكي            | رئيس مجلس وزراء جمهورية طاجيكستان الاشتراكية السوفيتية (بالطاجيكية: Раиси Шӯрои Вазирони Республикаи Советии Социалистии Тоҷикистон) | [ 11 ]      |
| 10           |               | رحمان نبييف (1930—1993) (بالطاجيكية: Раҳмон Набиевич Набиев)                   | 24 يوليو 1973  | 20 أبريل 1982                                                            | الحزب الشيوعي الطاجيكي            | رئيس مجلس وزراء جمهورية طاجيكستان الاشتراكية السوفيتية (بالطاجيكية: Раиси Шӯрои Вазирони Республикаи Советии Социалистии Тоҷикистон) |             |
| 11 (I)       |               | Qahhor Mahkamov (1932—2016) (بالطاجيكية: Қаҳҳор Маҳкамович Маҳкамов)           | 26 أبريل 1982  | 26 يناير 1986                                                            | الحزب الشيوعي الطاجيكي            | رئيس مجلس وزراء جمهورية طاجيكستان الاشتراكية السوفيتية (بالطاجيكية: Раиси Шӯрои Вазирони Республикаи Советии Социалистии Тоҷикистон) |             |
| 12 (I)       |               | Izatullo Khayoyev (1936—2015) (بالطاجيكية: Иззатулло Ҳаёевич Ҳаёев)            | 26 يناير 1986  | 6 ديسمبر 1990                                                            | الحزب الشيوعي الطاجيكي            | رئيس مجلس وزراء جمهورية طاجيكستان الاشتراكية السوفيتية (بالطاجيكية: Раиси Шӯрои Вазирони Республикаи Советии Социалистии Тоҷикистон) |             |
| 11 (II)      |               | Qahhor Mahkamov (1932—2016) (بالطاجيكية: Қаҳҳор Маҳкамович Маҳкамов)           | 6 ديسمبر 1990  | 25 يونيو 1991                                                            | الحزب الشيوعي الطاجيكي            | رئيس مجلس وزراء جمهورية طاجيكستان الاشتراكية السوفيتية (بالطاجيكية: Раиси Шӯрои Вазирони Республикаи Советии Социалистии Тоҷикистон) |             |
| 12 (II—III)  |               | Izatullo Khayoyev (1936—2015) (بالطاجيكية: Иззатулло Ҳаёевич Ҳаёев)            | 25 يونيو 1991  | 31 أغسطس 1991                                                            | الحزب الشيوعي الطاجيكي            | رئيس وزراء جمهورية طاجيكستان الاشتراكية السوفياتية الطاجيكية (بالطاجيكية: Сарвазири Республикаи Советии Социалистии Тоҷикистон) |             |
| 12 (II—III)  | 31 أغسطس 1991 | Izatullo Khayoyev (1936—2015) (بالطاجيكية: Иззатулло Ҳаёевич Ҳаёев)            | 9 سبتمبر 1991  | رئيس وزراء جمهورية طاجيكستان (بالطاجيكية: Сарвазири Ҷумҳурии Тоҷикистон) | الحزب الشيوعي الطاجيكي            | |             |

### جمهورية طاجيكستان (1991 - حتى الآن)
|              | الصورة         | الاسم (الميلاد-الوفاة)                                                          | الفترة         | الفترة         | الحزب                         | مرجع          |
| استلم المنصب | الصورة         | الاسم (الميلاد-الوفاة)                                                          | ترك المنصب     |                | الحزب                         | مرجع          |
| ------------ | -------------- | ------------------------------------------------------------------------------- | -------------- | -------------- | ----------------------------- | ------------- |
| 1            |                | Izatullo Khayoyev (1936—2015) (بالطاجيكية: Иззатулло Ҳаёевич Ҳаёев)             | 9 سبتمبر 1991  | 9 يناير 1992   | الحزب الشيوعي الطاجكستاني     |               |
| 2            |                | Akbar Mirzoyev (1939—) (بالطاجيكية: Акбар Мирзоевич Мирзоев)                    | 9 يناير 1992   | 21 سبتمبر 1992 | مستقل                         | [ 12 ] [ 13 ] |
| 3            |                | Abdumalik Abdullajanov (1949—) (بالطاجيكية: Абдумалик Абдуллоевич Абдуллоҷонов) | 21 سبتمبر 1992 | 20 نوفمبر 1992 | مستقل                         | [ 14 ]        |
| 3            | 20 نوفمبر 1992 | Abdumalik Abdullajanov (1949—) (بالطاجيكية: Абдумалик Абдуллоевич Абдуллоҷонов) | 18 ديسمبر 1993 |                | مستقل                         | [ 14 ]        |
| 4            |                | Abdujalil Samadov (1949—2004) (بالطاجيكية: Абдуҷалил Аҳадович Самадов)          | 18 ديسمبر 1993 | 27 ديسمبر 1993 | مستقل                         | [ 15 ]        |
| 4            | 27 ديسمبر 1993 | Abdujalil Samadov (1949—2004) (بالطاجيكية: Абдуҷалил Аҳадович Самадов)          | 2 ديسمبر 1994  |                | مستقل                         | [ 15 ]        |
| 5            |                | Jamshed Karimov (1940—) (بالطاجيكية: Ҷамшед Ҳилолович Каримов)                  | 2 ديسمبر 1994  | 8 فبراير 1996  | مستقل                         | [ 16 ]        |
| 6            |                | Yahyo Azimov (1947—) (بالطاجيكية: Яҳё Нуриддинович Азимов)                      | 8 فبراير 1996  | 20 ديسمبر 1999 | مستقل                         | [ 17 ]        |
| 7            |                | Oqil Oqilov (1944—) (بالطاجيكية: Оқил Ғайбуллаевич Оқилов)                      | 20 ديسمبر 1999 | 23 نوفمبر 2013 | حزب الشعب الديمقراطي الطاجيكي | [ 18 ]        |
| 8            |                | قاهر رسول زاده (1961—) (بالطاجيكية: Қоҳир Расулзода)                            | 23 نوفمبر 2013 | في المنصب      | حزب الشعب الديمقراطي الطاجيكي | [ 19 ]        |